# 坂井村 (長野県)
坂井村（さかいむら）は、長野県東筑摩郡にあった村である。
2005年10月11日に本城村、坂北村と合併して筑北村となった。役場は、旧坂北村役場がそのまま推移。

## 地理
松本盆地と長野盆地の中間に位置する筑北盆地の最東端に位置する。
冠着山をはじめとする1,000級の山々に囲まれており、村域はすべて盆地内を流れる麻績川の流域であり、その上流にあたる安坂川・永井川の川沿いに集落が点在している。
旧本城村、旧坂北村から村内に行くには、麻績村を経由しなければならない。
- 山: 冠着山、四阿屋山、大林山、大根場
- 河川: 安坂川、永井川

### 隣接していた自治体
- 上田市
- 千曲市
- 東筑摩郡 本城村、坂北村、麻績村
- 小県郡 青木村

## 歴史
- 1874年（明治8年）11月12日 - 筑摩県筑摩郡永井村・安坂(あざか)村が合併して坂井村となる。
- 1876年（明治9年）8月21日 - 長野県の所属となる。
- 1878年（明治11年）1月4日 - 郡区町村編制法の施行により、東筑摩郡の所属となる。
- 1889年（明治22年）4月1日 - 町村制の施行により、坂井村が単独で自治体を形成。
- 2002年（平成14年）6月6日 - 本城村・坂北村・麻績村と任意合併協議会を設置。
- 2003年（平成15年）10月24日 - 法定合併協議会を設置。
- 2004年（平成16年）9月12日 - 麻績村が法定合併協議会からの離脱を表明。
- 2005年（平成17年）10月11日 - 本城村・坂北村と合併して筑北村が発足。同日坂井村廃止。

## 行政
- 村長：山田一栄

## 教育

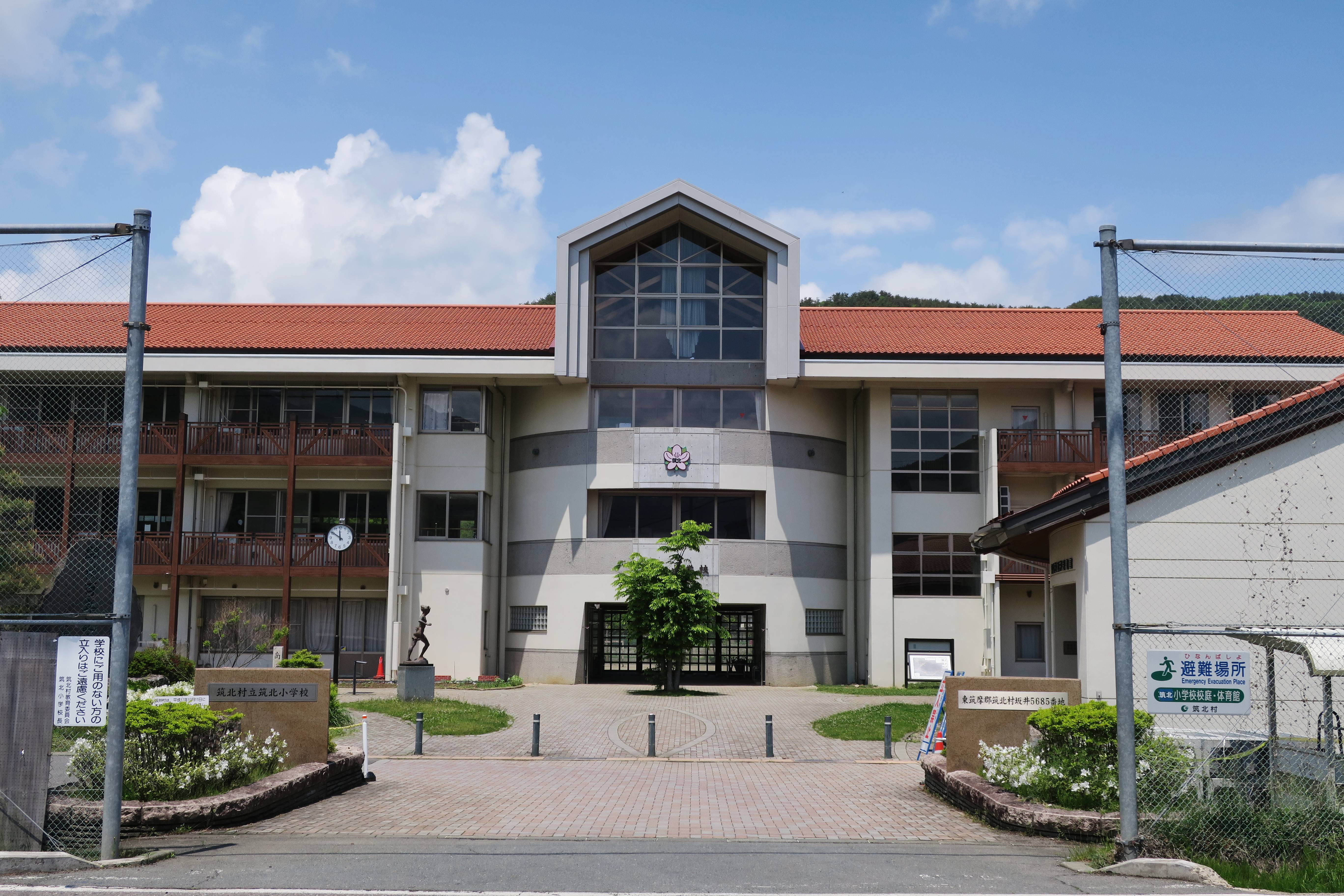
筑北村立筑北小学校（前・坂井村立坂井小学校）

### 中学校
- 麻績村筑北村学校組合立筑北中学校（麻績村内、現・麻績村立筑北中学校）

### 小学校
- 坂井村立坂井小学校

## 大字
- 大字はない。

## 交通

### 鉄道

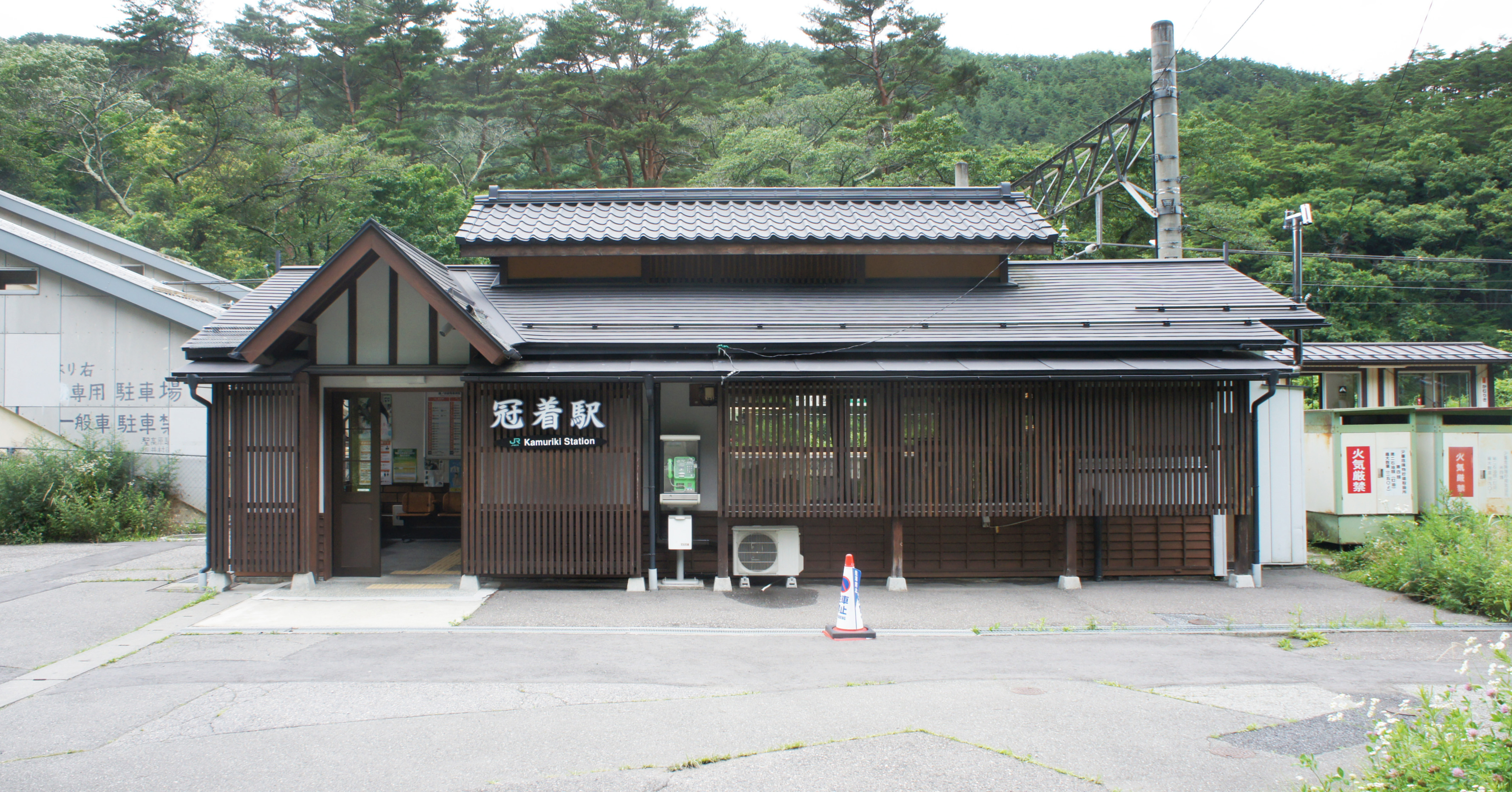
冠着駅

- JR篠ノ井線
  - 冠着駅

### 道路

#### 長野自動車道、上信越自動車道
長野自動車道が村内を北西部をかすめるように通過するが、インターチェンジなどの施設は無い。名古屋方面や松本方面の最寄りインターチェンジは、長野自動車道の麻績IC（麻績村）

#### 一般国道
村内に一般国道は通っていない。（村から一番近い一般国道は国道403号）

#### 県道
- 長野県道12号丸子信州新線
- 長野県道55号大町麻績インター千曲線
- 長野県道273号真田新田線

#### 坂上トンネル
村の東部にある四十八曲峠（長野県道55号大町麻績インター千曲線）に全長1513mの坂上トンネルが2005年3月29日に開通した。

### バス
筑北村役場（旧・坂北村役場）から坂井地域筑北村営バスを利用。

## 名所・旧跡・観光スポット・祭事・催事

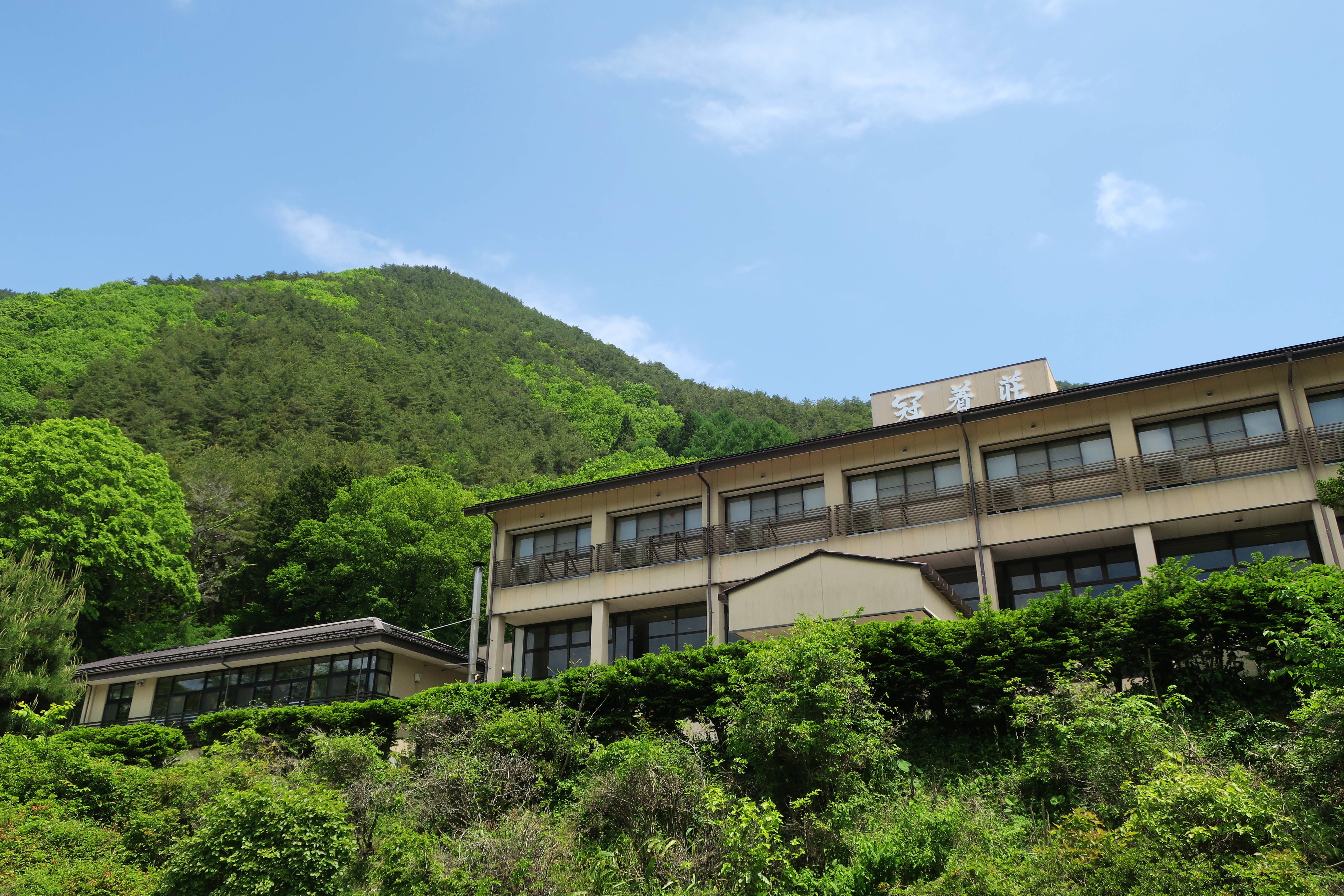
冠着荘

- 草湯温泉
- 永井ダム
- 法安寺
- 安坂神社
- 大吉原神社